# 알라망역
알라망역(프랑스어: Gare d'Allaman)은 스위스 보주의 알라망 지자체에 있는 기차역이다. 스위스 연방 철도의 표준궤 로잔-제네바선의 중간 정류장이다.

## 운행편
2020년 12월 시간표 변경에 따라 알라망에서 다음 서비스가 정차한다.
- 레기오익스프레스 : 안마스와 로잔 사이를 30분 간격으로 운행한다. 다른 모든 열차는 로잔에서 생모리스까지 계속 운행
- RER 보 S3/S4 : 로잔까지 30분 간격 운행; 팔레지유까지 매시간 운행. 평일 러시아워 서비스는 팔레지유에서 로몽까지 계속